# Новожиловское сельское поселение
Новожиловское се́льское поселе́ние (укр. Новожилівське сільське́ посе́лення, крымскотат. Беш Аран Отар кой юрту, Beş Aran Otar köy yurtu) — муниципальное образование в Белогорском районе Республики Крым России.
Административный центр — село Новожиловка.

## География
Расположено в западной части Белогорского района, в степном Крыму, занимая нижнее течение долины реки Зуя и степь к северу.

## Население
| 2001  | 2014  | 2015  | 2016  | 2017  | 2018  | 2019  |
| ----- | ----- | ----- | ----- | ----- | ----- | ----- |
| 2439  | ↘2311 | ↗2312 | ↘2264 | ↘2240 | ↘2224 | ↗2231 |
| 2020  | 2021  |       |       |       |       |       |
| ↗2264 | ↗2492 |       |       |       |       |       |

## Состав
В состав сельского поселения входят 4 населённых пункта:
| № | Населённый пункт  | Тип населённого пункта       | Население |
| - | ----------------- | ---------------------------- | --------- |
| 1 | Новожиловка       | село, административный центр | ↗1679     |
| 2 | Анновка           | село                         | ↘294      |
| 3 | Новоалександровка | село                         | ↘22       |
| 4 | Тургенево         | село                         | ↘316      |

## История
В советское время был образован Новожиловский сельский совет.
Статус и границы Новожиловского сельского поселения установлены Законом Республики Крым от 5 июня 2014 года № 15-ЗРК «Об установлении границ муниципальных образований и статусе муниципальных образований в Республике Крым».